# Analiza câmpului de forțe
Analiza câmpului de forțe (engleză Force-field analysis, germană Kraftfeldanalyse) își are rădăcinile în domeniul psihologiei sociale, iar principiile de bază ale acestei tehnici au fost enunțate de Kurt Lewin. "Teoria câmpului" a fost realizată de Lewin care a împrumutat din fizică conceptul de „câmp”, afirmând existența unui câmp psihologic sau „spațiu vital”, ca loc geometric al experiențelor și necesităților persoanelor. El a adus contribuții importante în domeniul științelor sociale , psihologiei, managementului proceselor și managementului schimbării. Enunțurile de bază ale unei teorii a câmpului sunt (după Lewin): a) comportamentul se deduce dintr-o totalitate de acțiuni existente; b) aceste acțiuni coexistente au caracterul unui „câmp dinamic” care se schimbă în timp, iar situația fiecărei părți a câmpului depinde de situația tuturor celorlalte. Lewin a considerat organizațiile ca sisteme în care situația prezentă nu este un model (engleză pattern) static ci un „echilibru” dinamic de forțe care acționează în direcții opuse. Atunci când în mediul social apare o tensiune (o necesitate), aceasta va stimula activitatea pentru a reinstala echilibrul.
Analiza câmpului de forțe ajută la clarificarea aspectelor contradictorii ale unor schimbări dorite. Tipurile de forțe (factori) coexistente sunt de două categorii: a) forțe motrice sau pozitive care susțin o acțiune, o situație sau o schimbare; b) forțe negative sau constrângeri (restricții, bariere) care împiedică desfășurarea schimbării sau acțiunilor, se opun acestora și încearcă să mențină status quo. Atunci când forțele opuse sunt egale, nu poate avea loc nici o schimbare, starea actuală este stabilă și situația actuală va fi menținută. Pentru ca schimbarea să fie posibilă forțele motrice (pozitive) trebuie să fie mai puternice decât forțele restrictive.

## Situații de utilizare
Dintre diferitele posibilități de utilizare fac parte:
- Atunci când se investighează balanța de putere implicată într-o problemă;
- Atunci când echipa de analiză planifică o schimbare, ca de exemplu implementarea unei soluții;
- Când echipa identifică diferitele cauze ale unei probleme;
- Pentru a identifica cei mai importanți „jucători” (persoane interesate) și grupuri-țintă într-o campanie asupra problemei;
- Pentru a stabili cum să fie influențat fiecare grup-țintă.[3]
- Tehnica analizei câmpului de forțe poate fi utilizată în procese de negociere.

## Procedura de analiză
În contextul analizei câmpului de forțe sunt considerate forțe: persoane, obiceiuri în organizație, atitudini.
Pentru reprezentarea vizuală a forțelor care favorizează schimbarea și a celor care se opun se utilizează diagrama câmpului de forțe. Procedura implică următorii pași:
1. Se notează enunțul care definește schimbarea dorită sau problema, în partea superioară a unui flipchart sau a unei table de scris. Se trasează o linie verticală sub acest enunț.
2. Printr-o sesiune de brainstorming se stabilesc forțele care susțin schimbarea (forțele motrice) și se identifică constrângerile (restricțiile) care împiedică sau blochează schimbarea. Forțele motrice se notează în partea stângă a liniei verticale, iar constrângerile - în coloana din dreapta liniei. Se marchează forțele motrice cu săgeți cu vârful spre dreapta , iar constrângerile - cu săgeți îndreptate spre stânga. Lungimea săgeților reprezintă intensitatea forțelor respective.
În locul săgeților cu lungimi diferite, se poate evalua intensitatea fiecărei forțe pe o scară cu punctaje de la 1 la 5: punctaj 1 -intensitate extrem de slabă; punctaj 5 -intensitate extrem de puternică.
3. Se determină dacă schimbarea dorită este viabilă și poate apărea un progres.
4. În cazul schimbărilor dorite, se analizează mijloacele necesare pentru diminuarea sau eliminarea forțelor negative, oponente sau rezistente față de schimbare. În cazul unei probleme se discută modalitățile de a diminua sau elimina forțele negative. Atenția va fi concentrată în special pe forțele cele mai puternice. Trebuie să se aibă în vedere că creșterea forțelor motrice sau diminuarea forțelor restrictive poate crește sau descrește celelalte forțe sau chiar să creeze forțe noi.

## Mențiuni și recomandări
- Întărirea intensității forțelor care susțin schimbarea dorită duce deseori la o reacție de întărire a intensității forțelor opuse. De aceea, se recomandă să fie reduse mai întâi forțele negative și abia apoi să fie găsite modalități de a întări forțele motrice.

- Este util ca o problemă să fie enunțată sub forma unui nivel cu grad prea ridicat sau prea scăzut prin raportare la un anumit nivel. Acest fapt permite să fie identificate forțele care ridică sau scad nivelul respectiv. De exemplu, dacă problema este „proces de actualizare dificil”, aceasta poate fi enunțată „prea mare complexitate a procesului de actualizare.”

- Analiza câmpului de forțe poate fi utilizată imediat după diagrama Ishikawa, rezultând o combinație denumită „Analiza câmpului de forțe/cauze-efect.” Fiecare cauză identificată în diagrama Ishikawa devine subiectul unei analize prin intermediul câmpului de forțe. Nu numai că această combinație conduce rapid de la cauze la soluții posibile ci prin analiza câmpului de forțe pot fi identificate și cauzele care au fost trecute cu vederea.